# Senfallergie
Eine Senfallergie ist eine Allergie gegen Senf (und senfhaltige Lebensmittel). Betroffene haben eine allergische Reaktion nach Aufnahme von Senf mit der Nahrung. Senf unterliegt deshalb der Kennzeichnungspflicht von Zutaten in Nahrungsmitteln.
Bei einer Senfallergie kann es auch zu allergischen Reaktionen gegen verwandte Kreuzblütengewächse (Chinakohl, Raps, Blumenkohl, Rüben und andere) kommen.

## Senfhaltige Lebensmittel
Senf kann unter anderem in folgenden Lebensmitteln enthalten sein:
- Curry,
- Suppen,
- Eintöpfe,
- Grill, Fondue- und Salatsoßen,
- Sauerkonserven (zum Beispiel Gewürzgurken),
- Mayonnaise.

In lebensmittelverarbeitenden Betrieben kann durch Produktionsabläufe bedingt Senf in Spuren auch in anderen Produkten enthalten sein und ist dadurch ebenfalls kennzeichnungspflichtig.